# 關文深
關文深（英語：Kwan Man Shum，1960年11月4日—），香港電視劇監製，現為無綫電視監製。

## 簡歷
2012年，關文深跳槽至香港電視網絡，並擔任《三面形醫》導演。 

## 監製導演作品
- 1998年《烈火雄心》
- 1999年《人龍傳說》、《千里姻緣兜錯圈》
- 2001年《勇往直前》
- 2002年《九五至尊》、《烈火雄心II》
- 2003年《撲水冤家》
- 2004年《翡翠戀曲》、《金枝欲孽》、《爭分奪秒》
- 2005年《甜孫爺爺》、《火舞黃沙》
- 2007年《天機算》、《通天幹探》
- 2008年《珠光寶氣》
- 2009年《ID精英》
- 2010年《囧探查過界》
- 2011年《Only You 只有您》、《真相》
- 2017年《不懂撒嬌的女人》
- 2018年《再創世紀》
- 2020年監製《那些我愛過的人》（與關樹明合監）
- 2021年《陀槍師姐2021》、《把關者們》
- 2022年監製《富貴千團》、《下流上車族》導演《下流上車族》
- 2023年後監製及導演《新聞女王》、《黑色月光》

## 外部連結
- 關文深在豆瓣上的资料（简体中文）